# Ecosimia
ECOSIMIA (bis 2006: SINTRAL) mit der spanischen Bedeutung "EL ECOSISTEMA ES RESPONSABILIDAD MIA" (deutsch: "Das Ökosystem ist meine Verantwortung") ist ein Lokales Tausch- und Handelssystem (LETS) und beschreibt eine alternative Wirtschaftsstruktur in Ecuador.
1992 entstand innerhalb der Fundación Educativa Pestalozzi (einem alternativen Schulprojekt in Tumbaco, Ecuador) der erste SINTRAL-Markt in Ecuador der an das kanadische LETS-System angelehnt war. Das ECOSIMIA-Netz dient dem Handel ohne offizielle Währung und ist im Moment bereits in 13 Provinzen Ecuadors aktiv. 
Die Transaktionen innerhalb einer Gruppe werden mit einem Zahlenwert versehen, und auf Schecks aufgezeichnet. Ein Durchschlag dieser Schecks geht an die lokale Bank, die das "Soziale Gedächtnis" der Gruppe bildet. Der Zahlenwert hat rein statistische Bedeutung: es gibt keine Schulden und es ist nicht möglich, einen "Gegenwert" zu dieser Zahl zu fordern. 
Die Transaktionen auf Landesebene werden zwischen den Gruppen direkt abgesprochen.
Seit Anfang 2000 hat sich die wirtschaftliche Lage der meisten Menschen in Ecuador durch die Einführung des US-Dollars als Landeswährung drastisch verschärft. Während dieser Krise fasste Mauricio Wild (der Mitbegründer der Aktiven Schule des Fundación Educativa Pestalozzi) den Entschluss, im ganzen Land (SINTRAL-)Gruppen zu gründen, die untereinander in einem dezentralen Netz Handel treiben können. Diese Gruppen verbreiteten sich vor allem in den ländlichen Gebieten Ecuadors. Heute existieren landesweit bereits etwa 140 ECOSIMIA-Gruppen.